# Medication
I Medication sono stati una band statunitense nu metal di New York, attiva dal 1999 al 2003, formato originariamente da Logan Mader, Whitfield Crane, Kyle Sanders e Roy Mayorga. 

## Storia del gruppo
Hanno pubblicato due album attraverso l'etichetta Locomotive Music, e avuto vari singoli. Prima della registrazione di Prince Valium, Mayorga si separò dal gruppo per unirsi ai Soulfly per la registrazione di 3, sostituito da Chris Hamilton. 
Hanno suonato uno spettacolo a Los Angeles con la band nu metal Strain 999 al The Whiskey on Sunset con Robert Trujillo, futuro membro dei Metallica, al basso. Si sciolsero nel 2003 a causa della cancellazione del loro tour europeo e della chiusura della filiale americana della loro etichetta discografica.

## Formazione

### Storica
- Whitfield Crane - voce (1999-2003)
- Logan Mader - chitarra (1999-2003)
- Kyle Sanders – basso (1999-2003)
- Roy Mayorga – batterista (1999-2002)

### Altri ex membri
- Chris Hamilton - batteria (2002-2003)

## Discografia
- 2001 – Medication
- 2002 – Prince Valium